# Fort Teglia
Le fort Teglia (en italien : Forte Teglia) constitue une structure fortifiée situé sur un promontoire surplombant le port de l'île de Pianosa Marina di Bibbona, une frazione dans la commune de Campo nell'Elba, dans la province de Livourne en Toscane,.

## Histoire
Son emplacement est sur un modeste éperon qui ferme la marina à l'ouest et le débarcadère moderne à l'est. Ce complexe de bâtiments est né de la superposition de diverses interventions ultérieures. Il se trouve face au palais Specola.
Probablement, pendant la Seigneurie des Appiani, il abritait une tour de guet pour protéger le petit village sur le côté gauche de l'ancien port. En 1814, Napoléon Bonaparte ordonna la construction d'une caserne « à l'épreuve des bombes » pouvant accueillir trente soldats et comportant une plate-forme pour les canons dans sa partie avant. Les travaux restèrent inachevés en raison de son départ soudain de l'île d'Elbe le 26 février 1815.
Dans les années qui suivirent la Restauration, le Gouvernement du grand-duché de Toscane acheva en plusieurs phases la caserne et la plate-forme, en les équipant d'un canon côtier.
Le fort Teglia conserva cette fonction jusqu'à la fin des années 1870, date à laquelle il subit d'importantes modifications avec l'ajout de diverses structures de service au complexe pénitentiaire établi depuis 1858.
Aujourd'hui, au bout d'un parapet ajouté par le gouvernement grand-ducal pour faciliter la manœuvre du canon, on peut voir une statue de la Madone placée là par Mère Teresa de Calcutta en 1986 lors de sa visite à la prison de Pianosa.

## Description
Le complexe est divisé en plusieurs niveaux décalés, la plupart des parties supérieures présentant un couronnement d'arcs ronds aveugles sur lesquels s'articulent les créneaux supérieurs ; aux coins sud et nord-ouest se trouvent des structures turriformes adossées à la structure restante. Le long des façades ouest et est se trouvent une série de fenêtres à meneaux caractérisées par des colonnes centrales sur lesquelles reposent les deux arcs en ogive, eux-mêmes surmontés par l'arc en plein cintre plus grand. Dans l'ensemble, les éléments stylistiques néo-romans prédominent, se distinguant clairement dans le style éclectique.

## Galerie

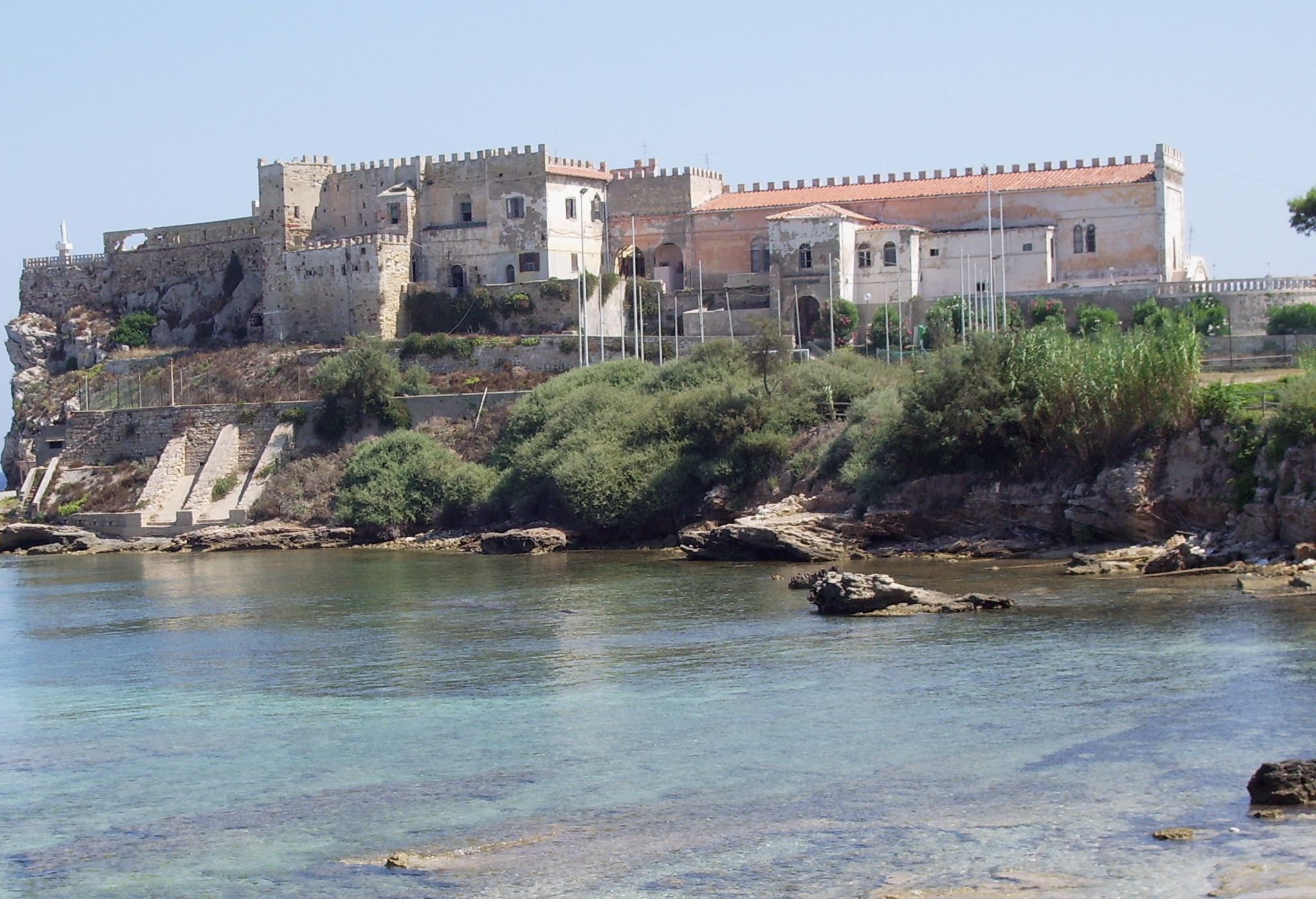
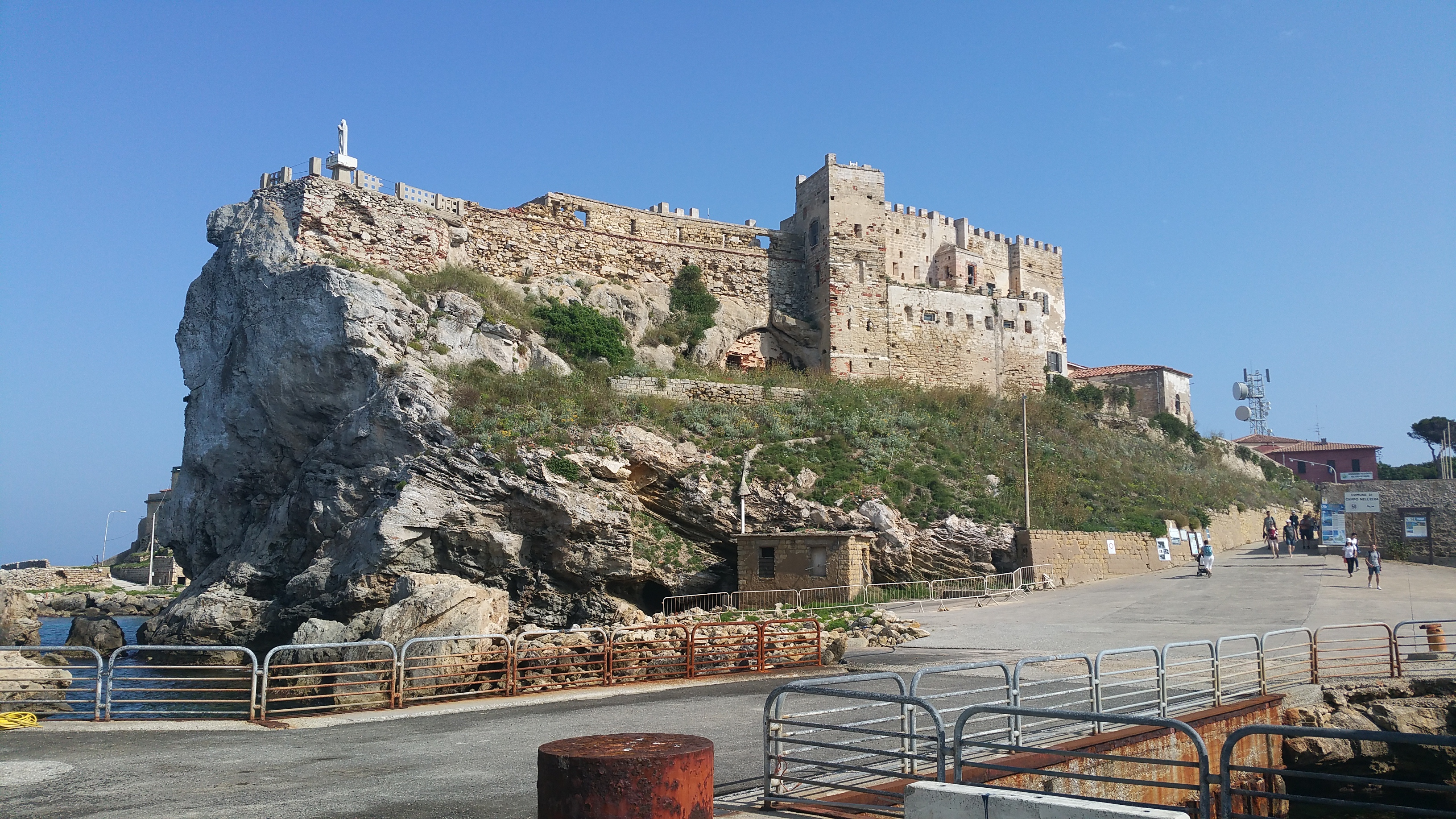